# Comunidad de las Bienaventuranzas
La Comunidad de las Bienaventuranzas es una de las nuevas comunidades establecidas en la Iglesia católica tras el Concilio Vaticano II (1962-1965) en el llamado Movimiento de renovación carismática.

## Biografía
La Comunidad de las Bienaventuranzas nació en Montpellier (1973) con el nombre de «Léon de Juda y Cordero inmolado», por iniciativa del matrimonio Gérard y Josette Croissant que, junto con otro matrimonio, se sintieron llamados a llevar una vida comunitaria de oración y de compartición. En 1975 la Comunidad se trasladó al municipio de Cordes-sur-Ciel, en la región de Mediodía-Pirineos, quedando bajo la autoridad eclesial del arzobispo de Albi.
Reconocida como Pía Unión (1979), pasó a ser asociación de fieles de derecho diocesano (1985), con la aprobación ad experimentum de los Estatutos por parte del Arzobispo de Albi. En 1991 se adoptó la actual denominación, más sencilla para llevarla a las culturas de los distintos países del mundo donde se encuentra presente. La Asociación es miembro de la Alianza de Comunidades y Asociaciones Carismáticas (Catholic Fraternity of Charismatic Covenant Communities and Fellowships).
Con el paso del tiempo, y el aumento de vocaciones, la Comunidad tuvo dos problemas: uno estructural y otro personal. El problema estructural era encontrar la manera de contar con laicos, consagrados, clero, familias y vida comunitaria. Ello provocó diversos problemas prácticos canónicos y algunas confusiones: laicos que vestían hábitos, familias que vivían en monasterios. El problema personal se centraba en tres personas: el diácono casado e iniciador de la Comunidad, Gerard Croissan; su cuñado, el también diácono casado Philippe Madre, médico psiquiatra, famoso predicador por sus oraciones de sanación; y el músico Pierre-Etienne Albert, que armonizaba las canciones de Gerard —la letra era bíblica—. Los tres fueron indignos y dañaron a muchas personas: abusos sexuales, adulterio, manipulación, abuso espiritual.
Para solucionar estos problemas, la Santa Sede asignó un delegado pontificio, el padre dominico Henry Donneaud, que dirigió el proceso, contando con la total colaboración de los integrantes de la Comunidad de las Bienaventuranzas. En 2002 la Santa Sede reconoció a la Comunidad de las Bienaventuranzas como asociación de fieles. El 3 de diciembre de 2008, el Pontificio Consejo para los Laicos pidió a la Comunidad que cambiara su forma canónica y dependiera de la autoridad de la Congregación para los Institutos de Vida Consagrada y las Sociedades de Vida Apostólica. El 29 de junio de 2011, la Santa Sede reconoció a la Comunidad de las Bienaventuranzas como Asociación pública de fieles bajo la autoridad eclesial del Arzobispo de Toulouse. El 8 de diciembre de 2020, la Santa Sede reconoció —a través de por la Congregación para los Institutos de Vida Consagrada (CIVCSVA)— a la Comunidad de las Bienaventuranzas como Familia Eclesial de Vida Consagrada de derecho diocesano, siendo la primera comunidad de vida consagrada que se erigía bajo este título.
Situada en el movimiento de renovación carismática, su espiritualidad es a la vez eucarística y mariana, inspirada en la tradición carmelitana y viviendo el espíritu de las Bienaventuranzas (san Mateo, cap. 5). Reúne a los fieles de todos los estados de vida (familias, solteros, sacerdotes y hermanos consagrados), que comparten una vocación común de oración y comunión fraterna, combinando una marcada dimensión contemplativa con numerosas actividades apostólicas y misioneras como las parroquias, hospitales, santuarios marianos, centros de retiros y ayuda a los pobres.
En el pasado, la comunidad ha sido objeto de denuncias a la justicia y de investigaciones judiciales por prácticas discutibles, sobre todo relacionadas con el trabajo voluntario. La Comunidad de las Bienaventuranzas demandó a varios periódicos y autores por estas acusaciones y ganó condenas por difamación.
Uno de los pastores más reconocidos de esta comunidad es el autor de espiritualidad Jacques Philippe.